# Soleil cherche futur
Albums de Hubert-Félix Thiéfaine
Dernières balises (avant mutation)
(1981) Alambic / Sortie Sud
(1984)
Singles
1. Lorelei Sebasto Cha / Soleil cherche futur
Sortie : 1982

Soleil cherche futur est le cinquième album d'Hubert-Félix Thiéfaine, et le deuxième résolument rock, composé par Claude Mairet.

## Réception

### Commerciale
Cet album sera certifié double disque d'or.

### Critique
Selon l'édition française du magazine Rolling Stone, cet album est le 87e meilleur album de rock français.

## Pistes
Tous les titres sont signés H.-F. Thiéfaine/C. Mairet sauf mentionné.
| 1. | Soleil cherche futur       |                                 | 3:35 |
| 2. | Lorelei Sebasto Cha        |                                 | 3:52 |
| 3. | Autoroutes jeudi d'automne | H.-F. Thiéfaine/H.-F. Thiéfaine | 3:45 |
| 4. | Ad orgasmum æternum        |                                 | 4:20 |

| Face B      | Face B                    | Face B                                    | Face B | Face B | Face B | Face B | Face B | Face B | Face B |
| No          | Titre                     | Auteur                                    | Durée  |        |        |        |        |        |        |
| ----------- | ------------------------- | ----------------------------------------- | ------ | ------ | ------ | ------ | ------ | ------ | ------ |
| 1.          | Les Dingues et les Paumés |                                           | 4:35   |        |        |        |        |        |        |
| 2.          | Exit to Chatagoune-Goune  | H.-F. Thiéfaine/H.-F. Thiéfaine-C. Mairet | 3:56   |        |        |        |        |        |        |
| 3.          | Rock joyeux               | H.-F. Thiéfaine/H.-F. Thiéfaine           | 2:42   |        |        |        |        |        |        |
| 4.          | Solexine et Ganja         | H.-F. Thiéfaine/H.-F. Thiéfaine           | 5:50   |        |        |        |        |        |        |
| 32 min 35 s |                           |                                           |        |        |        |        |        |        |        |

## Crédits
- Hubert-Félix Thiéfaine : chant, chœurs.
- Claude Mairet : guitares, synthé, percussions électroniques, orgue, chœurs.
- Gilles Kusmerück : orgue, synthé, piano.
- Philippe Germain : basse, fretless bass.
- Jean Paul Simonin : batterie, percussions.
- François Bréant : claviers sur Lorelei Sebasto Cha et Ad Orgasmum Aeternum.
- Alain Douieb : percussions.
- Patrick Bourgoin : saxophone alto.
- François Debricon: saxophone ténor.
- Claude Thirifays : saxophone basse.
- Carole Fredericks, Anne Calvert, Yvonne Jones : chœurs féminins.
- Arthur Simms, John Simms, Olivier Constantin : chœurs masculins.

## Certifications
| Pays   | Ventes    | Certification | Date |
| ------ | --------- | ------------- | ---- |
| France | 200 000 + | 2 × Or        | 1989 |